# Robledollano
Robledollano è un comune spagnolo di 459 abitanti situato nella comunità autonoma dell'Estremadura.